# Edme-Armand-Gaston d'Audiffret-Pasquier
Edme-Armand-Gaston d'Audiffret-Pasquier (21 octombrie 1823 - 4 iunie 1905) a fost un om politic francez care a ajuns la poziția de senator inamovibil. A deținut funcția de președinte al Senatului francez în perioada 1876 - 1879. Cu toate că nu a avut nici o publicație, a fost ales membru al Academiei Franceze.